# Río de la Plata Open 1984
Der Río de la Plata Open 1984 im Badminton fanden Mitte 1984 in Argentinien statt. Es war die zweite Ausgabe dieses Turniers.

## Finalresultate
| Disziplin    | Sieger                           | Finalist                | Ergebnis           |
| ------------ | -------------------------------- | ----------------------- | ------------------ |
| Herreneinzel | Anwar Luthan                     | Irfan Ur Rahman         | 11–15, 15–7, 15–2  |
| Dameneinzel  | Mirza Gnecco                     | Gail Cruickshank        | 11–5, 11–6         |
| Herrendoppel | Guillermo Pefaur Ignacio Robredo | Anwar Luthan Vishi Negi | 14–17, 15–7, 18–13 |